# QAnon
QAnon (pronuncia inglese /ˌkjuːəˈnɒn/, pronuncia italiana /kuaˈnɔn/) è un gruppo politico di estrema destra i cui membri sostengono una teoria del complotto secondo la quale esisterebbe un'ipotetica trama segreta organizzata da un presunto Deep State (identificabile in alcuni poteri occulti) che avrebbe agito contro il presidente degli Stati Uniti Donald Trump e i suoi sostenitori, i quali avrebbero all'opposto assunto il potere con l'obiettivo di scardinare il nuovo ordine mondiale, considerato colluso con reti di pedofilia a livello globale, pratiche ebraiche oscure, cabale occulte, e in generale avente per obiettivo il dominio mondiale. Nessuna delle accuse che sono state diffuse dai QAnon si è dimostrata fondata sui fatti.
Il termine QAnon originariamente si riferiva all'utente anonimo auto-identificato come "Q", ma alcuni media hanno iniziato a utilizzare il termine composto "QAnon" per metonimia come termine collettivo per indicare la teoria della cospirazione o la comunità che la guida e la discute.
Il numero di aderenti a QAnon è tuttora sconosciuto, ma le teorie sostenute e diramate dal gruppo si sono diffuse oltre che negli Stati Uniti anche in molti paesi europei, tra cui l'Italia, con decine di migliaia di utenti che seguono i canali social legati a QAnon, adattandosi ai contesti locali. In Italia, per esempio, gli anon hanno sostenuto posizioni partitiche e apartitiche di estrema destra e di diretta ispirazione trumpiana, modificando le proprie teorie a seconda dell'evolversi delle vicende politiche.
Le teorie del complotto di QAnon sono state amplificate dagli account di troll sostenuti dallo stato russo sui social media, così come i media tradizionali russi.

## Storia
La sua origine è strettamente legata all'attività di un utente anonimo della piattaforma 4chan, noto come Q, che a partire dall'ottobre 2017 ha iniziato a pubblicare presunte informazioni riservate relative a operazioni segrete del governo americano per disarticolare il Deep State. In precedenza, altri utenti di 4chan avevano tentato di spacciarsi per gole profonde dell'amministrazione Trump (per esempio FBIAnon, HLIAnon –dove HLI sta per high level insider, informatore di alto livello, CIAAnon e WH Insider Anon). QAnon riprende alcuni tipici elementi e cliché antisemiti secolari della teoria del complotto giudaico, come l'accusa del sangue, e presenta somiglianze con le idee del complottista inglese David Icke sui rettiliani.

## Ideologie e teorie
QAnon ha vari collegamenti con le teorie complottiste di destra relative al nuovo ordine mondiale (New World Order) come diffusesi negli Stati Uniti. Q si è concentrato inizialmente soprattutto sul presunto, imminente arresto di Hillary Clinton, considerata tra le leader del Deep State, insieme a Barack Obama e a George Soros, analogamente ritenuti prossimi all'arresto e alla detenzione al campo di prigionia di Guantánamo. A loro si sarebbero dovuti unire molti attori liberal di Hollywood, politici democratici e funzionari di alto rango accusati di essere membri della cabala. In seguito, la teoria si è evoluta per adattarsi agli sviluppi politici nazionali e internazionali. In particolare, Q ha affermato che Trump avrebbe simulato una cospirazione con la Russia per arruolare alla propria causa il procuratore Robert Mueller nell'esporre il giro del traffico sessuale e impedire un colpo di Stato di Barack Obama, Hillary Clinton e George Soros. Pertanto, il Russiagate non sarebbe un'inchiesta contro Trump, ma un paravento per nascondere la raccolta di prove per l'incriminazione dei Clinton e degli altri leader del Deep State. La pubblicazione del rapporto Mueller, che chiaramente sconfessava questa teoria, è stata accolta criticamente dai sostenitori di QAnon, molti dei quali hanno continuato a credere che il vero rapporto sia tenuto segreto da Trump. In seguito alle dimissioni del primo consigliere per la sicurezza nazionale di Trump, il tenente generale Michael T. Flynn, per il suo coinvolgimento nel Russiagate, lo stesso Flynn, dichiaratosi vittima di una congiura, ha pubblicato video a sostegno di QAnon e pronunciato un giuramento a sostegno dei patriot. Gli anon adottano spesso nei loro username tre stelle gialle (riferimento ai gradi di Flynn) per indicare il loro sostegno al generale. Gli aderenti di QAnon, pur vedendo Trump come un cristiano imperfetto, lo vedono anche come un messia mandato da Dio.
La teoria afferma che l'ultimo presidente leale agli Stati Uniti sia stato John Fitzgerald Kennedy, ucciso da esponenti del Deep State. Da allora, la presidenza americana sarebbe caduta nelle mani della cabala mondiale. Un manipolo di esponenti dell'esercito americano, tra i cui i Navy Seals, sarebbero rimasti leali alla memoria di Kennedy e avrebbero adottato un giuramento a JFK di lealtà ai valori degli Stati Uniti, con l'obiettivo di rovesciare il Deep State. Secondo QAnon, il figlio di JFK, John Fitzgerald Kennedy Jr., non sarebbe veramente morto, ma ne sarebbe stato simulato l'incidente mortale allo scopo di metterlo al sicuro e porlo alla guida della fazione lealista. Secondo i sostenitori di QAnon, Trump guiderà un'ondata mondiale di arresti, nota come The Storm, operata dai reparti militari a lui fedeli, in cui migliaia di persone, membri della setta, verranno arrestati e probabilmente inviati a Guantanamo o sottoposti alla corte marziale. Il risultato di questa operazione sarà l'insediamento di JFK Jr. come nuovo presidente degli Stati Uniti e un grande risveglio globale. Diversi sostenitori di QAnon hanno adottato la teoria della cospirazione Kennedy, affermando che un uomo di Pittsburgh di nome Vincent Fusca sia in realtà Kennedy sotto mentite spoglie e che sarà il candidato a vicepresidente della campagna per la rielezione del 2020 di Donald Trump. Alcuni hanno partecipato alle celebrazioni del giorno dell'indipendenza del 2019 a Washington nella convinzione che sarebbe apparso Kennedy.
Lo storico e filosofo Yuval Noah Harari afferma che le idee di Heinrich Kramer (scrittore di Malleus Maleficarum, "Il martello delle malefiche") , frate domenicano, abbiano influenzato questo gruppo.

## Il linguaggio
La lettera "Q" si riferisce alla Q clearance, il presunto livello massimo di autorizzazione all'accesso di fonti top secret del governo americano, che in realtà risulta in uso solo al dipartimento dell'energia degli Stati Uniti.
I sostenitori di QAnon usano una serie di parole chiave e di meme per riconoscersi. Tra questi, l'hashtag #WWG1WGA è un acronimo del motto in inglese Where We Go One, We Go All, "Tutti per uno, uno per tutti". I riferimenti al coniglio bianco sono legati alla frase del film Matrix «Vedrai quanto è profonda la tana del Bianconiglio» (a sua volta citazione del romanzo Alice nel paese delle meraviglie), un richiamo al fatto che nella teoria le reti internazionali di pedofili terrebbero segregati in tunnel sotterranei di tutto il mondo milioni di bambini, mentre l'immagine del coniglio bianco con un orologio suggerirebbe che per il Deep State il tempo sia ormai giunto. A Matrix è anche ispirato il riferimento alla "pillola rossa" (redpill), grazie alla quale nel film il protagonista si risveglia nel vero mondo dove gli esseri umani sono tenuti in schiavitù. Analogamente, QAnon sostiene l'esigenza di "risvegliare" le persone tenute dormienti dal Deep State e rese incapaci di comprendere l'occulta trama di potere che regge il mondo. Le persone "risvegliate" attivamente impegnate nella promozione di QAnon sono definite patriots, "patrioti". Alla teoria QAnon sono associati anche gli slogan The Storm ("la tempesta") e The Great Awakening ("il grande risveglio").
Il termine anon è usato nello slang di Internet per riferirsi a un utente anonimo che posta su forum online. I sostenitori di QAnon si definiscono anon e si pongono l'obiettivo di "fare ricerche" a partire dagli indizi (drop) rivelati da Q, divulgare informazioni considerate classificate, "risvegliare" altre persone.

## False previsioni, affermazioni e credenze

### Previsioni non concretizzate
«L'estradizione di HRC è già stata attivata in modo efficace ieri con diversi paesi in caso di fuga transfrontaliera. Passaporto approvato per essere contrassegnato con validità 30 ottobre alle 00:01. Si prevedono massicce rivolte organizzate come ripicca e altri in fuga dagli Stati Uniti. La US M condurrà l'operazione mentre è attiva la NG. Controllo di prova: individua un membro della NG e chiedi se è attivo per il servizio del 30 ottobre nella maggior parte delle città principali.»

— Il primo post di QAnon sulla bacheca /pol/ di 4chan, il 28 ottobre 2017
La prima previsione di QAnon è stata l'annuncio imminente dell'arresto di Hillary Clinton nel primo post del 28 ottobre 2017. Previsione non avveratasi. Altre previsioni non concretizzate sono:
1. "The Storm" si svolgerà il 3 novembre 2017. Quel giorno non ci furono eventi degni di nota nella politica statunitense.
2. Un importante evento che avrebbe coinvolto il Dipartimento della Difesa che si sarebbe dovuto tenere il 1º febbraio 2018.
3. Le persone prese di mira dal presidente si suicideranno "in massa" il 10 febbraio 2018. Nessun personaggio di spicco si è suicidato quel giorno.
4. Ci sarebbe stata un'autobomba a Londra intorno al 16 febbraio 2018. Non ci furono attentati.
5. La parata militare di Trump "non sarebbe mai stata dimenticata". La parata fu cancellata.
6. La Five Eyes "non sarebbe durata ancora a lungo". È ancora in piedi.
7. Qualcosa di importante sarebbe accaduto a Chongqing il 10 aprile 2018. Quel giorno a Chongqing non accadde nulla di notevole.
8. Ci sarebbe stata una rivelazione "bomba" sulla Corea del Nord nel maggio 2018. Non ci furono sviluppi degni di nota.
9. Una "prova schiacciante" video su Hillary Clinton sarebbe uscita nel marzo 2018. Non apparve alcun video.
10. Diverse previsioni sfatate secondo cui John McCain si sarebbe dimesso dal Senato degli Stati Uniti. McCain non si dimise.
11. Diverse previsioni errate secondo cui Mark Zuckerberg avrebbe lasciato Facebook e sarebbe fuggito dagli Stati Uniti. Zuckerberg è ancora CEO di Facebook.
12. Diverse previsioni non avveratesi nel breve periodo secondo cui il CEO di Twitter Jack Dorsey, sarebbe stato costretto a dimettersi. Dorsey rimase CEO di Twitter.
13. Diverse previsioni non avveratesi secondo cui "qualcosa di grosso" sarebbe successo o la verità sarebbe emersa, "la settimana seguente".

### False affermazioni
Oltre alle previsioni non concretizzate, Q ha pubblicato numerose affermazioni false, prive di fondamento e non comprovate, come ad esempio:
1. La CIA ha installato il leader nordcoreano Kim Jong-un come governatore fantoccio.[34]
2. Una falsa affermazione del 16 febbraio 2018 secondo cui Debbie Wasserman Schultz, rappresentante degli Stati Uniti ed ex presidente del comitato nazionale democratico, abbia assunto la banda salvadoregna MS-13 per uccidere il membro dello staff del DNC Seth Rich[35][36] .
3. Il 1º marzo 2018, avrebbe suggerito che Angela Merkel, a quel tempo cancelliera tedesca, fosse la nipote di Adolf Hitler.[37]
4. I sostenitori di QAnon sono soliti considerare ogni attentato terroristico o strage di massa un'operazione di false flag, attuata o dal Deep State oppure dai patriot per colpire esponenti del Deep State.[38]
5. Obama, Hillary Clinton, George Soros e altri stessero pianificando un colpo di Stato contro Trump e siano coinvolti in un giro internazionale di traffico sessuale di minori.
6. L'indagine su Mueller sia in realtà un contro-colpo di Stato guidato da Trump, che ha finto di cospirare con la Russia assumendo Mueller per indagare segretamente sui Democratici.[39]
7. Certe star di Hollywood siano pedofili e la famiglia Rothschild guidi una setta satanica.[40] Molti di loro farebbero uso di una sostanza, l'adrenocromo, considerata in grado di estendere la durata della vita, una sorta di elisir di eterna giovinezza.[41] Accuse e voci politiche simili circolano dagli anni '70. Tipicamente le accuse ruotavano attorno agli investigatori che usavano culti satanici esistenti per adescare e ricattare attivisti di sinistra, o nel caso delle accuse di prostituzione minorile del caso Franklin, abusi sessuali satanici perpetrati dall'élite repubblicana. Una differenza significativa tra le narrazioni più vecchie e QAnon di oggi, è che ora gli antagonisti sono i democratici dell'élite anziché i repubblicani.[42]
8. Tra i principali leader della cabala (e utilizzatori dell'adrenocromo) ci sarebbero Johnny Depp, Tom Hanks, Madonna e Lady Gaga, che farebbero anche uso di sangue umano sottratto ai bambini per perseguire il loro piano di ringiovanimento.[43]

### Evoluzione delle affermazioni di Q
Di conseguenza, i post di Q sono diventati sempre più criptici e vaghi, permettendo ai follower di crearsi delle proprie convinzioni e a particolari sostenitori della teoria di ottenere crescente popolarità grazie alle loro interpretazioni degli eventi a venire. I post di Q sono sempre accompagnati da stringhe di numeri e lettere considerati messaggi in codice, anche se alcune analisi attraverso la generazione di mappe di calore delle tastiere QWERTY hanno dimostrato che in realtà sono solo digitazioni casuali di tasti.

### Giustificazioni di Q alle false affermazioni e previsioni irrealizzate
In diverse occasioni, Q ha riconosciuto le sue stesse dichiarazioni e previsioni errate come intenzionali, sostenendo che "la disinformazione sia una necessità". Secondo lo psicologo australiano Stephan Lewandowsky, Q farebbe uso della negazione plausibile per rafforzare ulteriormente nei suoi credenti l'autorità delle sue affermazioni. Lo scrittore americano Walter Kirn ha descritto Q come un innovatore tra i teorici del complotto, per la sua capacità di affascinare i suoi lettori con "indizi" piuttosto che presentare direttamente le sue teorie: "Il pubblico delle narrazioni su Internet non vuole leggere, vuole scrivere. Non vuole risposte fornite, vuole cercarle". Si tratterebbe, cioè, di un adeguamento delle teorie del complotto classiche alla logica del prosumer. Anche Massimo Polidoro ha osservato che QAnon è "più simile a un gioco di ruolo, dove i partecipanti sono stimolati ad andare alla ricerca di indizi e codici da decifrare".

### Miracle Mineral Solution
I teorici di QAnon hanno pubblicizzato il consumo di candeggina industriale (nota come MMS o soluzione minerale miracolosa) come "cura miracolosa" per il COVID-19.

### Utilizzo dell'hashtag #SaveTheChildren e Freedom for the Children
Anche terremoti ed eventi sismici in prossimità dei centri urbani sono considerati effetti di esplosioni sotterranee per distruggere i tunnel usati dalla rete internazionale di pedofili per il traffico di minori. Queste idee risalgono all'influenza della teoria del Pizzagate sui seguaci di QAnon, fondata appunto sulla credenza che Hillary Clinton e il partito democratico fossero a capo di una cabala per rapire bambini nascondendoli in tunnel costruiti sotto le grandi città per abusarne sessualmente. Nel corso del 2020, alcuni follower hanno iniziato a utilizzare l'hashtag di Twitter #SaveTheChildren, usando il nome dell'omonima organizzazione Save the Children per propagandare le loro teorie, fino a portare ad una dichiarazione del 7 agosto sull'uso non autorizzato del suo nome nelle campagne. I dati del National Center for Missing & Exploited Children indicano che la stragrande maggioranza dei bambini scomparsi sono fuggitivi e la seconda causa principale è il rapimento da parte di familiari. Meno dell'1% sono rapimenti da parte di non familiari. A settembre, Facebook e Instagram hanno cercato di impedire che l'hashtag #SaveTheChildren fosse associato a QAnon reindirizzando gli utenti che cercavano l'hashtag verso il gruppo di assistenza all'infanzia; ad ottobre Facebook ha rivelato che avrebbe cercato di limitare la portata dell'hashtag.
Allo stesso modo, i gruppi "Freedom for the Children" sia negli Stati Uniti che nel Regno Unito hanno contribuito a organizzare proteste in strada che, secondo la loro opinione, aumentano la consapevolezza sugli abusi sessuali sui minori e sul traffico di esseri umani. Queste proteste tendono ad attrarre una folla diversificata e più giovane rispetto ai tipici gruppi QAnon, comprese molte persone che non credono pienamente a tutti gli aspetti della teoria del complotto QAnon, e tali gruppi sono stati spesso in grado di evitare le restrizioni imposte dai social media.

## Dati storici

### Il caso Pizzagate
La teoria della cospirazione del Pizzagate è una teoria del complotto avallata dai sostenitori di QAnon che si sarebbe sviluppata e diffusa durante le elezioni presidenziali negli Stati Uniti d'America del 2016, che si baserebbe sullo scambio di alcuni messaggi di posta elettronica, che vedrebbe coinvolte personalità politiche USA e diversi ristoranti statunitensi in un presunto traffico di esseri umani e abuso di minori. Una delle imprese presumibilmente coinvolte era la pizzeria Comet Ping Pong di Washington.

### L'utente Q e la sua diffusione

Un comune logo utilizzato dai follower di QAnon.

Il 2 luglio 2016 un utente anonimo noto come "FBIAnon", che si descriveva come "analista e stratega di alto livello" e affermava di avere "una conoscenza intima del funzionamento interno del caso Clinton", ha iniziato a diffondere informazioni errate riguardo alle indagini sulla Clinton Foundation e ha affermato che Hillary Clinton sarebbe stata messa in prigione se Trump fosse diventato presidente. Nello stesso periodo, un'altra figura conosciuta come "HLIAnon", che sta per "High Level Insider Anon", ospitò lunghe sessioni di Q&A (domande e risposte), dispensando varie teorie complottiste, tra cui una che sosteneva che la principessa Diana fosse stata uccisa dopo aver tentato di fermare gli attacchi dell'11 settembre.

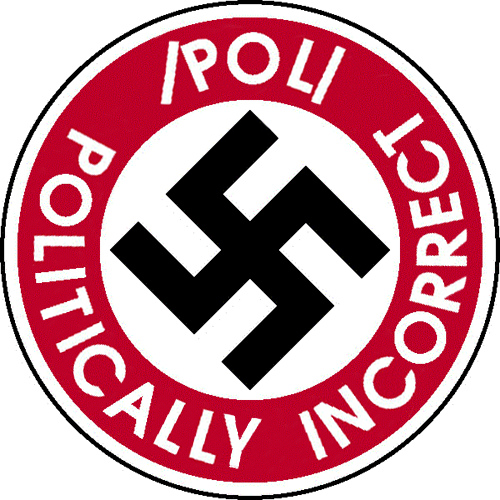
QAnon ha avuto origine nella /pol/ board (logo nella foto) di 4chan.

Poco dopo le elezioni americane del 2016, due utenti anonimi noti solo come "CIAAnon" e "CIAIntern" dichiararono di essere funzionari di alto rango della CIA, e alla fine di agosto 2017, un account chiamato "WHInsiderAnon" rivelò una presunta previsione su qualcosa che "stava per accadere" a riguardo delle perdite che avrebbero presumibilmente influenzato il partito democratico.
Le discussioni /HTG/ o "Human Trafficking General" sono state descritte come "l'anello mancante" tra Pizzagate e QAnon. Invece di concentrarsi su una fornitura limitata di materiale e-mail da esaminare, la cultura /HTG/ ha consentito agli utenti di partecipare attivamente alle trame immaginate. Un utente chiave /HTG/ era Anonymous 5 (noto anche come "Frank"), che affermava di essere un investigatore sulla prostituzione minorile. Tuttavia, la mancanza di una narrazione coerente è stata un vincolo alla tendenza /HTG/ e non ha mai raggiunto i livelli di popolarità di Pizzagate.
I principi primari dell'ideologia QAnon erano già presenti su 4chan prima dell'apparizione di Q, comprese le affermazioni che Hillary Clinton era direttamente coinvolta in un giro di pedofili, che Robert Mueller stava lavorando segretamente con Trump e che tribunali militari su larga scala erano imminenti. I post si rivolgevano specificamente a persone che erano molto odiate in precedenza nella community, vale a dire Clinton, Barack Obama e George Soros.. L'idea della "Tempesta", centrale nel canone di QAnon, è stato asserito che è stata copiata da un altro utente chiamato Victory of the Light, che ha predetto "The Event", secondo cui nell'imminente "verranno trasmessi in televisione arresti di massa della Cabala".
I siti dedicati all'aggregazione di questi post dell'utente Q, chiamati anche Qdrops sono diventati essenziali per la loro divulgazione e diffusione. QMap era l'aggregatore più popolare e famoso, gestito da uno sviluppatore sotto pseudonimo e figura chiave di QAnon noto come "QAPPANON".
In un Qdrop del 17 settembre 2020, Q ha invitato i follower a "camuffare" le origini del movimento su Twitter. Un'immagine allegata includeva le istruzioni per i follower a nascondere i collegamenti a QAnon sui social media. "Elimina tutti i riferimenti relativi a Q, QAnon ecc. Per evitare ban/sospensione". Tuttavia, QMap è stato chiuso poco dopo che un rapporto del settembre 2020 è stato pubblicato dal sito web di fact-checking "Logically", che teorizzava che QAPPANON fosse un analista della sicurezza con sede nel New Jersey di nome Jason Gelinas.
Una persona identificata come Q Clearance Patriot è apparsa per la prima volta sulla bacheca /pol/ di 4chan il 28 ottobre 2017, pubblicando messaggi in un thread intitolato Calm Before the Storm, riferimento a una criptica affermazione di Trump durante un raduno di leader militari americani a cui era intervenuto parlando della "calma prima della tempesta". "The Storm" è diventato un modo per i sostenitori di QAnon di definire un evento imminente in cui migliaia di presunti sospetti saranno arrestati, imprigionati e giustiziati. L'utente Q si è in seguito trasferito su 8chan, destando preoccupazioni sulla possibilità che la bacheca di 4chan potesse essere stata "infiltrata". Attorno all'interpretazione e all'analisi dei post attribuiti a Q si è sviluppata una community su internet. Tra questi teorici della cospirazione, diversi individui all'interno della community sono diventati celebrità minori.
Nel novembre 2017, Paul Furber, Coleman Rogers e Tracy Diaz, rispettivamente due moderatori di 4chan e uno YouTuber, hanno collaborato per diffondere QAnon verso un pubblico più ampio. Alcuni seguaci di QAnon hanno accusato il trio di trarre profitto dal movimento.
I tre hanno quindi creato una subreddit influente su Reddit per diffondere la teoria e forzatamente chiusa nel marzo 2018, che lo stesso Reddit ha spiegato fosse dovuto per incitamento alla violenza e pubblicazione di informazioni private. QAnon si è poi diffuso su altri siti di social media, inclusi Twitter e YouTube. Rogers e sua moglie, Christina Urso, hanno lanciato "Patriots' Soapbox", un live streaming di YouTube dedicato alla teoria, che hanno utilizzato per sollecitare le donazioni. Tra gli ospiti invitati ci sono stati il candidato del congresso Lauren Boebert e un pubblicista della campagna di Trump. I post di Q sono stati successivamente spostati su 8chan, alimentando le preoccupazioni di Q secondo il quale il consiglio di 4chan fosse stato "infiltrato". 8chan è stato chiuso nell'agosto 2019 dopo essere stato collegato alla strage di El paso e ad altri incidenti violenti, portando i seguaci di QAnon a trasferirsi su Endchan ed 8kun.
QAnon ha ricevuto per la prima volta l'attenzione della stampa mainstream nel dicembre 2017. Nei primi mesi del 2018, la teoria del complotto ha ricevuto popolarità dalla destra mainstream. Il conduttore televisivo Sean Hannity e l'intrattenitrice Roseanne Barr hanno diffuso notizie su QAnon sui social media ai loro follower. Il conduttore radiofonico Alex Jones ha affermato di essere in contatto personale con Q. La presenza "in massa" di aderenti a QAnon ad un raduno di Trump del luglio 2018 per le elezioni di medio termine a Tampa ha segnato l'ingresso della teoria del complotto nel mainstream.
Tra marzo e giugno 2020, durante la pandemia COVID-19, l'attività di QAnon è quasi triplicata su Facebook e quasi raddoppiata su Instagram e Twitter. A quel punto, QAnon si era diffuso in Europa, dai Paesi Bassi alla Penisola balcanica, ma in particolare in Germania. Attivisti e influencer di estrema destra hanno creato un pubblico tedesco per QAnon su YouTube, Facebook e Telegram che si stima sia di 200 000. Un gruppo tedesco, Reichsbürger, ha adottato QAnon per promuovere la sua convinzione che la Germania moderna non sia una repubblica sovrana, ma piuttosto una corporazione formata dalle nazioni alleate dopo la seconda guerra mondiale, e ha espresso la speranza che Trump potesse guidare un esercito per ripristinare il Reich". Anche molti canadesi sono diventati importanti nella propagazione della teoria del complotto e secondo l'analisi di HOPE not hate, e si dice che un britannico su quattro creda nelle teorie QAnon correlate. Charlie Ward e Martin Geddes sono citati da Hope not Hate come influenti promotori britannici di QAnon, con Geddes "che gestisce uno degli account Twitter di QAnon più popolari al mondo".
La portata del movimento si è estesa anche in Spagna e America Latina, con paesi come Costa Rica, Colombia, Argentina, Messico, Paraguay e Brasile che hanno una presenza online. In Costa Rica, secondo un'indagine del più grande quotidiano costaricano La Nación, la sua pagina Facebook diffonde informazioni errate e notizie false, chiede la deposizione del presidente Carlos Alvarado ed esalta figure di destra come il candidato alla presidenza di estrema destra Juan Diego Castro Fernández, e i deputati Dragos Dolanescu ed Erick Rodríguez Steller. In Spagna il partito di estrema destra Vox è stato accusato di avallare le teorie del complotto anti-Biden legate a QAnon nel suo account Twitter ufficiale sostenendo che Joe Biden fosse il candidato "preferito dai pedofili". Un notiziario di RTVE ha scoperto che quasi tutti i seguaci di QAnon spagnoli che sostengono un partito politico, se non tutti, sostengono Vox, tuttavia questa posizione non è unanime e alcuni di loro rifiutano tutti i partiti, Vox incluso.
Un'analisi stilometrica dei messaggi rivela che siano almeno due gli autori dei messaggi dell'utente "Q".

### Valutazione di terrorismo interno dell'FBI
Un promemoria del "bollettino dell'Intelligence" dell'FBI del 30 maggio 2019 identificava gli estremisti di QAnon come una minaccia di terrorismo interno. Il memo citava una serie di arresti relativi a QAnon, alcuni dei quali non erano stati pubblicizzati prima. Secondo il promemoria di maggio, "Questo è il primo progetto dell'FBI che esamina la minaccia degli estremisti interni guidati dalla teoria del complotto e fornisce una base per i futuri progetti di intelligence. ... L'FBI valuta che queste teorie del complotto molto probabilmente emergeranno, si diffonderanno ed evolveranno nel mercato moderno dell'informazione, spingendo occasionalmente sia gruppi che singoli estremisti a compiere atti criminali o violenti...".
Secondo una testimonianza al Congresso del vice-direttore dell'antiterrorismo dell'FBI, Michael G. McGarrity, le minacce terroristiche interne sono divise in quattro categorie principali: "Estremismo violento per motivi razziali, estremismo anti-governativo/anti-autorità, estremismo per i diritti degli animali/ambientale ed estremismo per l'aborto", che comprende sia estremisti pro-choice sia anti-aborto. La minaccia di QAnon è strettamente correlata all'area antigovernativa/anti-autorità.
Nel documento è stato menzionato un caso di cronaca non correlato a QAnon: l'arresto di un cittadino della California il 19 dicembre 2018 con a bordo della sua auto materiale per fabbricare bombe, che intendeva utilizzare per "far saltare in aria un monumento simboleggiante un tempio satanico" a Springfield, la rotonda del Campidoglio, al fine di "sensibilizzare gli americani verso il Pizzagate e il nuovo ordine mondiale, che starebbero portando alla distruzione della società". Secondo la stessa fonte, l'FBI ha affermato che un altro fattore che determina l'intensità di questa minaccia è "la scoperta di cospirazioni reali o insabbiamenti che coinvolgono attività illegali, dannose o incostituzionali da parte di funzionari governativi o figure politiche di spicco".
Le reazioni dei sostenitori di QAnon al promemoria dell'FBI variano dal suggerire che il documento sia un falso, alla richiesta di dimissioni del direttore dell'FBI Christopher A. Wray per aver lavorato contro Trump, all'idea che si tratti in realtà di un modo per attirare l'attenzione su QAnon e indurre i media a fare domande a Trump sulla questione. Ad un comizio per la rielezione di Trump, alcune ore dopo la rivelazione dell'esistenza del promemoria, il fondatore della campagna WalkAway Brandon Straka, un omosessuale che afferma di essere stato un democratico liberale ma ora è un sostenitore di Trump, in un discorso di riscaldamento prima che Trump si rivolga alla folla, ha utilizzato uno dei principali motti di QAnon: "Tutti per uno, uno per tutti" (WWG1WGA). Un videoamatore ha trovato numerosi di QAnon tra la folla, identificati attraverso le loro magliette QAnon che mostravano grandi "Q" o "WWG1WGA".

## Ruolo nelle elezioni statunitensi
I sostenitori di QAnon hanno iniziato a comparire durante i comizi post-elettorali di Trump nell'estate 2018. Il 24 agosto 2018, uno dei promotori della teoria, Michael "Lionel" Lebron, personaggio televisivo e radiofonico, è stato ricevuto da Trump alla Casa Bianca ed è stato fotografato insieme a lui. Nel luglio 2019, Bill Mitchell, un giornalista radiofonico tra i promotori di QAnon, ha partecipato a un vertice della Casa Bianca sui social media.

### Candidati al congresso 2019
Nel 2019 due candidati repubblicani al congresso hanno espresso interesse verso le teorie di QAnon. Matthew Lusk, un candidato della Florida, ha affermato al Daily Beast che le teorie di QAnon sono "legittime" e costituiscono una ricostruzione molto precisa degli eventi passati e presenti, nonché una vera e propria previsione del futuro politico e geopolitico del mondo . Danielle Stella, candidata repubblicana in Minnesota, indossava una collana a forma di "Q" in una foto che ha twittato e ha utilizzato due volte l'hashtag #WWG1WGA, un riferimento al motto QAnon "tutti per uno, uno per tutti". Il suo account Twitter ha aggiunto "like" alle risposte dei credenti di QAnon che hanno riconosciuto la collana, e l'account segue alcuni dei più importanti di QAnon.

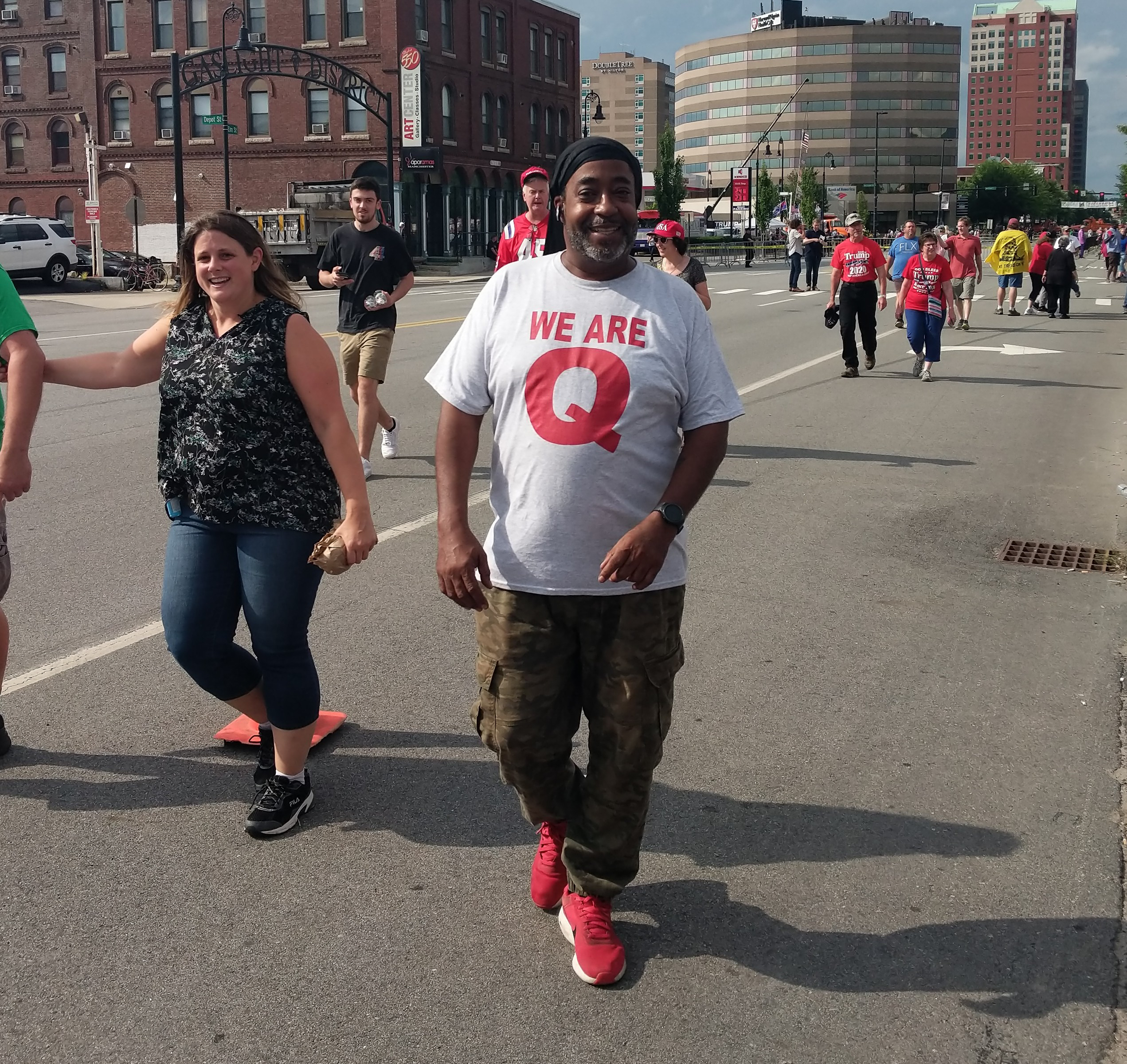
Uomo che indossa la maglia "We Are Q" al raduno di Trump nel New Hampshire

### Incidenti legati alla campagna 2020 di Trump
I sostenitori di QAnon sostengono che è stato chiesto loro di nascondere i propri identificativi "Q" e altri simboli relativi a QAnon durante una manifestazione della campagna pro-Trump del 15 agosto 2019 a Manchester. Sebbene una persona, a cui era stato chiesto di rigirare al contrario la maglietta di "Q" quando fosse entrata nel raduno, avesse identificato la persona che gli aveva chiesto di farlo come un agente dei servizi segreti, l'agenzia ha negato che fosse vero, scrivendo in una e-mail al Washington Post che "il servizio segreto degli Stati Uniti non ha mai richiesto ai partecipanti di cambiare i loro vestiti a un evento nel New Hampshire". I sostenitori di QAnon affermano inoltre che la loro visibilità ai raduni di Trump sia stata soppressa per mesi.
Nel luglio 2020, "Business Insider" ha riferito che "almeno 10 candidati al congresso del GOP hanno segnalato il loro sostegno al movimento QAnon".
Il Washington Post ha riferito all'inizio di agosto 2020 che le pubblicità per la campagna di Trump avevano mostrato immagini di sostenitori con prodotti che sponsorizzavano QAnon. Migliaia tra i commenti su YouTube hanno marcato questi dettagli come segni di vittoria.
Ad agosto 2020 si segnalano circa 15 dei candidati repubblicani al congresso che hanno preso posizione a sostegno di QAnon.
Il New York Times ha scritto che gli aderenti di QAnon erano stati scossi dalla sconfitta di Trump alle elezioni presidenziali del 2020, dopo anni di rassicurazioni sul fatto che Trump avrebbe vinto con una valanga di voti. Alcuni seguaci hanno ripetuto dichiarazioni infondate per cui ci sarebbero state frodi elettorali diffuse e che Trump sarebbe stato effettivamente rieletto, mentre altri hanno iniziato ad accettare la vittoria di Biden.

### Altri candidati elettorali 2020
Jo Rae Perkins, il candidato al Senato repubblicano del 2020 in Oregon, ha twittato un video nella notte della sua vittoria alle primarie di maggio in cui mostra un adesivo con il motto WWG1WGA affermando: "Io sto con il Presidente Trump. Sono con Q e il team. Grazie anons, e grazie patrioti. E insieme, possiamo salvare la nostra repubblica". Successivamente ha espresso rammarico per aver cancellato il video su consiglio di un consulente politico.
Marjorie Taylor Greene ha vinto un ballottaggio nell'agosto 2020 per diventare la candidata al distretto congressuale della Georgia, pesantemente repubblicano. Qualche mese dopo l'insediamento della presidenza Trump, aveva dichiarato in un video: "C'è un'opportunità irripetibile di rimuovere questa cabala globale di pedofili satanisti, e penso il presidente sia qui per farlo". Ha rilasciato dichiarazioni razziste e antisemite, che hanno portato leader repubblicani come Kevin McCarthy e Steve Scalise a condannare le sue osservazioni. Il presidente Trump ha approvato la sua candidatura il giorno dopo la sua nomina, caratterizzandola come una "futura star repubblicana" e "una vera VINCITRICE!". In seguito a questo avvenimento, il rappresentante repubblicano dell'Illinois Adam Kinzinger ha denunciato QAnon, definendolo un'"invenzione". Matt Wolking, membro dello staff della campagna di Trump, ha replicato in modo aggressivo a Kinzinger, suggerendo di condannare piuttosto il dossier Steele (un dossier sui rapporti tra Trump e la Russia) e le teorie del complotto promosse dai Democratici.
Il 30 giugno 2020 il rappresentante repubblicano degli Stati Uniti Scott Tipton (3º distretto congressuale del Colorado) ha perso, sorprendentemente, una sfida delle primarie contro Lauren Boebert. In un'intervista Boebert ha espresso il suo appoggio a QAnon, ma dopo aver vinto le primarie, ha tentato di prendere le distanze da quelle affermazioni, asserendo di non esserne un seguace.
Nel settembre 2020, la nuova arrivata politica Lauren Witzke ha sconfitto un candidato approvato dal partito per diventare il candidato repubblicano per il senato degli Stati Uniti nel Delaware. Witzke aveva promosso QAnon su Twitter ed era stata fotografata con indosso una maglietta di Q, sebbene durante la campagna avesse preso le distanze dal movimento. Si è anche definita una "terrapiattista" e in settembre ha definito il suo avversario democratico Chris Coons un "assassino di bambini che odia i cristiani", aggiungendo: "Sono qui per il tuo posto, satanista". Nelle elezioni generali di novembre, Coons ha sconfitto Witzke con un risultato di 59% a 38%.
Angela Stanton-King, una candidata sostenuta da Trump in corsa per il seggio alla Georgia House del defunto membro del Congresso John Lewis, ha postato su Twitter che Black Lives Matter è "una copertura importante per la pedofilia e il traffico di umani" e "la tempesta è qui". Stanton-King ha detto a un giornalista che i suoi post non si riferivano a QAnon, affermando che: "Quel giorno pioveva". Le registrazioni meteorologiche non hanno mostrato precipitazioni nella sua zona il giorno del post.
Boebert è stato eletto al Congresso il novembre successivo.
Marjorie Greene ha vinto il seggio alla Camera dei rappresentanti per il distretto 14 della Georgia nelle elezioni del 3 novembre 2020.

### Slogan del partito repubblicano del Texas
Nell'agosto 2020 il New York Times ha suggerito che il partito repubblicano del Texas aveva scelto un nuovo slogan estrapolato direttamente da QAnon. I funzionari del partito repubblicano del Texas lo hanno fortemente negato e hanno affermato che lo slogan ("We Are the Storm") è stato ispirato ad un passaggio biblico e non ha alcun collegamento con QAnon.

### Risoluzione del congresso
Il 25 agosto 2020, due membri del camera dei rappresentanti degli Stati Uniti – il democratico Tom Malinowski e il repubblicano Denver Riggleman – hanno presentato una risoluzione bipartisan alla camera dei rappresentanti degli Stati Uniti, condannando QAnon e rifiutando le sue teorie del complotto. Malinowski ha affermato che lo scopo della risoluzione era di ripudiare formalmente "questo pericoloso culto antisemita e cospiratore che secondo l'FBI sta radicalizzando gli americani alla violenza". La risoluzione sollecitava anche l'FBI, altre forze dell'ordine e le agenzie per la sicurezza nazionale "a continuare a rafforzare la loro attenzione sulla prevenzione della violenza, minacce, molestie e altre attività criminali da parte di estremisti motivati da teorie di cospirazione politica marginale"; e ha incoraggiato la comunità di intelligence degli Stati Uniti "a scoprire qualsiasi supporto straniero, assistenza o amplificazione online che QAnon riceve, così come qualsiasi affiliazione, coordinamento e contatto di QAnon con organizzazioni o gruppi estremisti stranieri che sposano la violenza".
Alla fine di settembre 2020, Malinowski ha ricevuto minacce di morte dai sostenitori di QAnon dopo essere stato accusato ingiustamente di voler proteggere i predatori sessuali. Le minacce verso il membro del congresso sono state promosse da una pubblicità della campagna del National Republican Congressional Committee (NRCC) che affermava falsamente che Malinowski avesse lavorato contro i piani per aumentare la registrazione degli autori di reati sessuali in una legge sul crimine del 2006, mentre stava lavorando come lobbista per Human Rights Watch.
La risoluzione è passata il 2 ottobre con 371 contro 18 voti. diciassette repubblicani (inclusi Steve King, Paul A. Gosar e Daniel Webster) e un indipendente (Justin Amash) hanno votato no; Il repubblicano Andy Harris ha votato "presente". La risoluzione non ha forza di legge. Prima del voto, Malinowski ha detto alla rivista "Slate", facendo riferimento all'annuncio del NRCC: "Non voglio vedere nessun repubblicano votare contro il fuoco in aula questa settimana e poi continuare a giocare con il fuoco la prossima settimana pubblicando questo tipo di annunci contro i candidati democratici ".

## Commenti di Donald Trump e personalità collegate

### Donald Trump
Il 19 agosto 2020, durante una conferenza stampa, a Trump è stato chiesto di QAnon e lui ha risposto: "Non so molto del movimento, a parte il fatto di capire che gli piaccio molto. Cosa che apprezzo. Ma non so molto del movimento". Quando i reporter lo hanno incalzato ulteriormente sul significato di QAnon, Trump ha nuovamente elogiato il movimento. Sebbene QAnon fosse stato descritto come una potenziale minaccia di terrorismo interno da un ufficio sul campo dell'FBI a Phoenix, Trump ha descritto i suoi sostenitori come "persone che amano il nostro paese". Quando un giornalista ha chiesto a Trump se potesse sostenere un'idea secondo la quale egli "stesse segretamente salvando il mondo da questo culto satanico di pedofili e cannibali", ha risposto: "Beh, non ne ho sentito parlare, ma dovrebbe essere una cosa cattiva o una cosa buona?" Il candidato presidenziale Joe Biden ha risposto dicendo che Trump mirava a "legittimare una teoria del complotto che l'FBI ha identificato come una minaccia del terrorismo interno".
Il 9 settembre 2019, Trump ha ritwittato un video dall'account Twitter "The Dirty Truth" che sostiene QAnon. Il video presentava il futuro direttore dell'intelligence nazionale John Ratcliffe mentre criticava l'ex direttore dell'FBI James Comey. Poco dopo Natale 2019, Trump ha ritwittato i post di oltre una dozzina di follower QAnon.
Secondo l'analisi condotta da Media Matters e aggiornata al 18 ottobre 2020, Trump ha amplificato la messaggistica su QAnon anche più volte al giorno, ritwittando almeno 265 volte o menzionando 152 account Twitter affiliati a QAnon.
Il 15 ottobre 2020, quando gli è stata data l'opportunità di denunciare QAnon, durante la sua campagna elettorale in stile "municipio", Trump si è rifiutato di farlo e ha invece sottolineato che QAnon si oppone alla pedofilia. Ha dichiarato di non sapere nient'altro su QAnon e si è rivolto al suo interlocutore, Savannah Guthrie di NBC News, affermando che nessuno può sapere se la premessa della teoria del complotto di QAnon sia vera. "Credono che sia un culto ebraico gestito dallo stato profondo", ha incalzato Guthrie. "No, non lo so. E nemmeno tu lo sai", ha risposto Trump.

### Mike Pence
Il 21 agosto 2020 il vicepresidente degli Stati Uniti Mike Pence ha dichiarato che "non sa nulla" di QAnon, tranne che si tratta di una teoria del complotto che egli respinge "a priori". Ma quando gli è stato chiesto se avrebbe riconosciuto il ruolo dell'amministrazione nel "dare ossigeno" alla teoria, Pence ha scosso la testa e ha risposto: Give me a break ("Ma fatemi il piacere"). Inoltre nell'agosto 2020 Pence ha detto che il problema con la stampa che chiedeva di QAnon e degli apparenti sforzi di tutti ad incoraggiarlo a rispondere fosse che la stampa stava facendo le domande sbagliate ("inseguendo oggetti luccicanti").

### Michael Flynn
Nell'agosto 2019 fu annunciata per il mese successivo ad Atlanta la Digital Soldiers Conference, un evento il cui scopo era quello di preparare "combattenti patrioti" alla guerriglia sui social media per una prossima "guerra civile digitale". L'annuncio dell'evento mostrava in modo evidente una Q formata da stelle gialle sullo sfondo blu di una bandiera americana. Tra i relatori previsti per l'evento c'erano ex esponenti dell'amministrazione Trump, quali Michael Flynn e George Papadopoulos, nonché Gina Loudon, amica di Trump e membro del suo comitato consultivo per la campagna mediatica, la cantante Joy Villa, e Bill Mitchell, conduttore radiofonico e ardente sostenitore di Trump. L'organizzatore dell'evento, Rich Granville, è CEO di Yippi Inc., una società che commercializza il motore di ricerca Yippy che afferma di essere libera dalla censura delle opinioni conservatrici, aveva definito l'evento una "iniziativa di intelligence" con connessioni di alto livello con la Casa Bianca. In quella circostanza ha detto ad un giornalista, "non sai con chi cazzo hai a che fare" e ha negato che il flag Q fosse un riferimento a QAnon, sebbene avesse numerosi riferimenti a QAnon sul proprio account Twitter.
Michael Flynn – ex tenente generale, capo della Defense Intelligence Agency ed ex consigliere per la sicurezza nazionale di Donald Trump – ha pubblicato un video online, nel fine settimana del 4 luglio del 2020, in cui si mostra a capo di un piccolo gruppo di persone impegnate in un giuramento simile a quello usato dai membri del Congresso. Alla fine del giuramento, Flynn e il gruppo recitano lo slogan QAnon "Where We Go One, We Go All!". L'apparente dichiarazione di fedeltà di Flynn a QAnon, secondo un'analisi condotta da Media Matters, lo rende l'ex funzionario di governo di più alto livello a sostegno della teoria del complotto, sebbene Trump abbia ritwittato o menzionato almeno 152 account Twitter affiliati a QAnon almeno 265 volte.
L'avvocato di Flynn, Sidney Powell, ha negato il giuramento relativo a QAnon, affermando che si trattasse semplicemente di una frase incisa su una campana della barca a vela di John F. Kennedy. Tuttavia, nei giorni precedenti numerosi sostenitori di QAnon avevano tenuto un analogo giuramento su Twitter.

### Altri soci di Trump
In tre occasioni durante il 2019 e il 2020, il vice capo dello staff e direttore dei social media di Trump Dan Scavino ha twittato meme con il ticchettio dell'orologio utilizzati dai credenti di QAnon per indicare il conto alla rovescia fino a "The Storm". Anche l'avvocato personale di Trump, Rudy Giuliani, ha occasionalmente ritwittato post con l'hashtag #QAnon e il numero limitato di account che segue (224 a ottobre 2019) molti sono sostenitori di QAnon.
Suo figlio, Eric Trump, in un tweet dell'estate 2020 (successivamente cancellato), ha promosso la manifestazione di suo padre a Tulsa con l'immagine di una grande Q e lo slogan WWG1WGA.

## Analisi

### Identità di "Q"
L'identità pseudonima nota come Q è probabilmente controllata da più persone in collaborazione.
Per progettazione, gli imageboard anonimi nascondono l'identità dei loro utenti. Ma coloro che desiderano mostrare un'identità coerente tra i post rimanendo anonimi possono scegliere di utilizzare un tripcode, che collega un post ad una firma digitale univoca per qualsiasi utente che conosca la password. Sono stati creati migliaia di questi post associati ad un tripcode di Q, noto come "Q drop". Il tripcode associato a Q è cambiato più volte, creando incertezza sull'identità dell'artefice. Quando 8chan è tornato online sotto le spoglie di 8kun nel novembre 2019, dopo diversi mesi di inattività a seguito della sparatoria di El Paso del 2019, il post di Q su 8kun ha pubblicato le foto di una penna e di un taccuino che erano stati raffigurati nei precedenti post di 8chan per mostrare la continuazione dell'identità di Q, e ha continuato ad utilizzare lo stesso tripcode.
Ci sono state molte speculazioni sui motivi e sull'identità di Q. Una serie di teorie attribuisce i drop di Q ad un ufficiale dell'intelligence militare, un insider dell'amministrazione Trump, un gioco di realtà alternativa creato dall'organizzazione di puzzle Cicada 3301 od allo stesso Trump. Il collettivo italiano di scrittori Wu Ming ha ipotizzato che QAnon sia stato ispirato dal personaggio di Luther Blissett, pseudonimo collettivo che nel corso degli anni Novanta fu usato da persone di sinistra e anarchici per organizzare scherzi, stratagemmi mediatici e bufale di ispirazione situazionista. Nel 1999 Luther Blissett aveva pubblicato un romanzo intitolato Q, tradotto anche negli Stati Uniti.
Dato che il tripcode è verificato dal server di 8chan e non riproducibile su altre imageboard, e Q non disponeva di un altro mezzo di comunicazione, non è stato in grado di pubblicare post quando il sito web è andato in crash in seguito alla strage di El Paso. Questo apparente conflitto di interessi, combinato con le dichiarazioni del fondatore di 8chan Fredrick Brennan, l'utilizzo di una spilla a forma di Q da parte del proprietario di 8chan Jim Watkins e l'interesse finanziario di Watkins in un comitato di finanziamento di QAnon pubblicizzato su 8chan hanno portato a una diffusa speculazione sul fatto che Watkins o suo figlio, l'amministratore di 8chan Ron Watkins, conoscano l'identità di Q o siano essi stessi l'utente in questione. Alcuni hanno ipotizzato che lo stesso Jim Watkins sia Q. Sia Jim che Ron Watkins negano di conoscere l'identità di "Q". I seguaci di QAnon sono arrivati a riferirsi a Trump come l'identità "Q+".
Un approccio stilometrico basato su algoritmi della società svizzera OrphAnalytics ha fornito la prova che due persone hanno probabilmente scritto i post criptici di Q in periodi diversi di tempo.

### Cause del successo
Parte del fascino di QAnon è il suo essere simile a un gioco, in cui i follower tentano di risolvere gli enigmi presentati nei drops collegandoli ai discorsi e ai tweet di Trump e ad altre fonti. Alcuni follower usano un "Q clock" costituito da una ruota di quadranti concentrici per decodificare gli indizi in base al tempismo dei drops e ai tweet di Trump.
Travis View, un ricercatore che studia QAnon, afferma che la teoria è "avvincente come un videogioco" e offre al "giocatore" la possibilità accattivante di essere coinvolto in presunti eventi di portata storica. Secondo View, "Puoi sederti al tuo computer e cercare informazioni e poi pubblicare ciò che trovi, e Q sostanzialmente promette che, attraverso questo processo, cambierai radicalmente il paese, realizzerai questa incredibile rivoluzione pacifica, e quindi farai parte di questo movimento storico di cui si scriverà per generazioni". QAnon, afferma View, non compete nel mercato delle idee, ma nel mercato delle realtà.. Roberto Paura ha evidenziato come il successo di QAnon derivi dal meccanismo di inversione tra fatti e finzione proposto dallo studioso del complottismo americano Michael Barkun, per cui temi provenienti dal mondo della fiction (film, serie televisive ecc.) vengono presi per fatti reali; ciò dimostrerebbe "quanto sia ormai avanzato il grado di 'fusione' del confine tra realtà e finzione".

### Movimento messianico
QAnon può essere meglio inteso come un esempio di ciò che lo storico Richard Hofstadter ha chiamato "The Paranoid Style of American Politics" titolo del suo saggio del 1964, legato al millenarismo religioso e ai movimenti apocalittici. È stato osservato che l'uso nel lessico di QAnon di concetti quali The Storm e The Great Awakening mostrerebbe un esplicito richiamo all'evangelismo americano, in particolare alla narrazione del Diluvio universale e del giorno del giudizio, e al Grande risveglio religioso tra l'inizio del XVIII secolo e la fine del XX secolo. Secondo un video di QAnon, la battaglia tra Trump e "la cabala" è di "proporzioni bibliche", una "lotta per la terra, del bene contro il male". L'imminente resa dei conti a detta di alcuni di QAnon avrà tratti simili alla credenza evangelica nel Rapimento della Chiesa, ossia non solo la fine del mondo presente, ma anche un nuovo inizio, grazie alla salvezza degli "eletti" e all'instaurazione di un'utopia sulla terra per i sopravvissuti.
Gli esperti hanno definito l'appeal verso QAnon comparabile a quello verso i culti religiosi. Secondo l'esperto di complottismo Renee DiResta, il modello di attrazione verso QAnon è simile all'ingresso nei culti dell'era pre-Internet dove, quando la persona interessata che si addentrava sempre più a fondo nei segreti del gruppo, finiva per isolarsi sempre più dagli amici e dalla famiglia, considerati estranei al culto e quindi "non eletti". Si sono sviluppati gruppi di supporto online per coloro i cui cari sono stati coinvolti in QAnon, in particolare il subreddit r/qanoncasualties, che è passato da 3 500 partecipanti nel giugno 2020 a 28 000 in ottobre. Nell'era di internet, le comunità virtuali di QAnon hanno poca connessione "reale" tra gli utenti, ma online possono contare su decine di migliaia di sostenitori. Rachel Bernstein, esperta di culti specializzata nella terapia di recupero, ha affermato che "Ciò che un movimento come QAnon farà, e il motivo per cui divamperà come un incendio, è il fatto di far sentire le persone connesse a qualcosa di importante di cui gli altri sono ancora all'oscuro... Tutti i culti imprimono questa sensazione di essere speciali".
Gli aspetti cultisti di QAnon hanno portato alcuni a caratterizzarlo come un possibile nuovo movimento religioso. Adrienne LaFrance su The Atlantic ha dedicato un lungo reportage nel giugno 2020 a QAnon, con il titolo The Prophecies of Q, sostenendo che la teoria del complotto stia assumendo sempre più i contorni di una religione millenarista di ispirazione evangelica, suggerendo che in futuro possa assumere forme simili a quelle degli Avventisti o dei Mormoni. Il ricercatore Marc-André Argentino, nell'ambito dei suoi studi sull'estremismo religioso e la propaganda politica, ha seguito alcuni gruppi QAnon concludendo che il fenomeno sia prossimo a trasformarsi in un movimento carismatico. Secondo Salvatore Stanizzi, i sostenitori di QAnon avrebbero diversi tratti in comune con le sette millenariste medievali studiate dallo storico Norman Cohn nel suo celebre I fanatici dell'Apocalisse (1957): in entrambi i casi, la diffusione di movimenti estremisti sarebbe connessa a fenomeni di instabilità sociale. Secondo Roberto Paura, "QAnon restituisce ottimismo e speranza, analogamente alle grandi religioni organizzate", e il legame tra complottismo e messianesimo religioso la rende "l'idea più pericolosa del mondo".

La disillusione condivisa da alcuni credenti di QAnon ha molti elementi in comune con la disillusione che si verifica nelle sette religiose. Per alcuni, si tratta di un percorso lento per scrollarsi di dosso le credenze del proprio culto, mentre per altri l'isolamento rafforza i benefici ottenuti dall'appartenenza al culto. Secondo il ricercatore Trevis View, 
 Le persone nella comunità QAnon parlano spesso di alienazione dai familiari e dagli amici… Sebbene in genere si riferiscano a come Q abbia logorato le loro relazioni su gruppi privati su Facebook. Ma pensano che questi problemi siano temporanei e principalmente attribuiscono la colpa ad altri. Spesso si confortano immaginando che arriverà nel prossimo futuro un momento di rivalsa che dimostrerà le loro giuste convinzioni. Immaginano che dopo di ciò, non solo le loro relazioni saranno restaurate, ma le persone si rivolgeranno a loro come leader in grado di comprendere meglio di chiunque altro quello che sta accadendo. 
 Alcuni sostenitori di Q smettono di seguirlo quando riconoscono che il contenuto delle teorie non è auto-coerente o vedono che parte del contenuto è direttamente mirato a ricevere donazioni da un pubblico specifico, come i cristiani evangelici o conservatori. Altri iniziano a guardare video di debunking.
La disillusione può anche provenire dal fallimento delle previsioni delle teorie. Q aveva predetto il successo repubblicano alle elezioni di medio termine degli Stati Uniti del 2018 e affermò che il procuratore generale Jeff Sessions fosse coinvolto in operazioni segrete per conto di Trump, per cui le evidenti tensioni tra loro non sarebbero state che una copertura. Quando i democratici hanno ottenuto significativi successi alle elezioni del 2018 e Trump ha licenziato Sessions, si è verificata un'ondata di disillusione nella comunità Q. Un'ulteriore disillusione si è verificata quando gli arresti di massa e le incarcerazioni a Guantanamo previste per il 5 dicembre 2018 contro i nemici di Trump non si sono realizzate, e quando le accuse contro l'ex consigliere per la sicurezza nazionale di Trump, Michael Flynn, sono state confermate. Per alcuni, questi fallimenti hanno iniziato il processo di separazione dal culto di QAnon, mentre altri hanno sollecitato un'azione diretta sotto forma di insurrezione contro il governo. Simile reazioni a profezie non avveratesi non sono insolite: culti apocalittici come Heaven's Gate, il tempio del popolo, la famiglia Manson e Aum Shinrikyo ricorsero al suicidio di massa o alla strage quando le loro aspettative riguardo alle rivelazioni o all'adempimento delle loro profezie non si materializzarono. Lo psicologo Robert Lifton lo definisce "forzare la fine". Questo fenomeno si nota in alcuni credenti di QAnon.
Una famosa seguace di QAnon, Liz Crokin, che nel 2018 propose la teoria che John F. Kennedy Jr. avesse simulato la sua morte e ora sarebbe Q, ha dichiarato nel febbraio 2019 di essere furiosa nei confronti di Trump per la mancata reazione contro i presunti membri coinvolti nell'organizzazione degli abusi sessuali di minori, suggerendo che il poco tempo rimasto spinga verso la ricerca di una "giustizia privata".

### Antisemitismo
La presenza nella teoria QAnon di argomenti contro importanti figure ebraiche come George Soros e i Rothschild è stata descritta dalla rivista ebraica-americana The Forward e dal Washington Post come contenente "impressionanti elementi antisemiti" e "sciocchezze banali con sfumature razziste e antisemite". Un articolo dell'agosto 2018 della Jewish Telegraphic Agency affermava che "sebbene non specificamente, alcuni degli elementi archetipici di QAnon – tra cui élite segrete e bambini rapiti, tra gli altri – riflettono teorie del complotto antisemita, sia storiche che attuali".
La Anti-Defamation League (ADL) ha dichiarato che sebbene "la stragrande maggioranza delle teorie del complotto ispirate a QAnon non abbia nulla a che fare con l'antisemitismo", un'analisi dei tweet di QAnon su Israele, ebrei, sionisti, Rothschild e Soros, "ha rivelato alcuni casi preoccupanti" di antisemitismo. Secondo ADL, diversi aspetti della tradizione di QAnon rispecchiano tropi antisemiti di lunga data; ad esempio, la convinzione che una "cabala" globale sia coinvolta in rituali di sacrificio di bambini ha le sue radici nel tropo antisemita medievale dell'accusa del sangue – la teoria secondo cui gli ebrei uccidono i bambini cristiani per scopi rituali – come anche la continua ossessione di QAnon verso un'élite globale di banchieri ha sfumature antisemite.
La bufala zarista, "I protocolli dei Savi di Sion", si è intersecato con le teorie del complotto di QAnon, attraverso Mary Ann Mendoza una fan repubblicana di QAnon che ha ritwittato un thread su Twitter sulla famiglia Rothschild, le alte sacerdotesse sataniche e i presidenti americani dicendo che "I protocolli dei Savi di Sion non sono un'invenzione. E certamente non è antisemita sottolineare questo fatto." Mendoza, che fa parte del comitato consultivo di Women for Trump e avrebbe dovuto parlare alla convention repubblicana del 2020 fino al momento in cui si sono avute notizie della sua attività su Twitter, in seguito ha negato di conoscere il contenuto del thread, sebbene i riferimenti antisemiti siano apparsi nei primi tweet. Allo stesso modo Trump ha negato di sapere qualcosa riguardo a QAnon ad eccezione del fatto che i fan di QAnon, come lui, "amano il nostro paese".
A inizio 2020 i sostenitori di QAnon stavano avanzando l'idea che le élite di Hollywood si stessero impegnando nella "raccolta di adrenocromo", un processo in cui l'adrenalina viene estratta dal sangue dei bambini per produrre la droga psicoattiva adrenocromo. La raccolta di adrenocromo è radicata nei miti anti umani di accusa del sangue. I seguaci di QAnon hanno promosso una idea secolare su una cospirazione bancaria internazionale orchestrata dalla famiglia Rothschild.
Lo studioso di genocidi Gregory Stanton ha descritto QAnon come un "gruppo Nazi ribattezzato" e le sue teorie come una versione rinominata dei Protocolli dei Savi di Sion.

### Il consenso sociale
Secondo Travis View, che ha studiato il fenomeno QAnon e ne ha scritto ampiamente su The Washington Post, l'essenza della teoria della cospirazione è basata sulla:
Secondo un sondaggio dell'agosto 2018 per il Washington Post, il 58% dei cittadini della Florida aveva abbastanza familiarità con il movimento QAnon per averne un'opinione a riguardo. Tra questi, la maggior parte si dichiara non favorevole: la media dei consensi era appena sopra il 20%.
Un sondaggio del Pew Research Center nel 2020 ha invece concluso che il 76% degli americani non ha mai sentito parlare del movimento QAnon. Il 20% ha dichiarato di aver sentito "qualcosa a riguardo", e il 3% ha affermato di "saperne abbastanza". Un sondaggio Pew del settembre 2020 sul 47% degli intervistati che ha affermato di aver sentito parlare di QAnon, ha rilevato che il 41% dei repubblicani e di coloro che propendono per i repubblicani credessero che QAnon fosse un bene per il paese, mentre per il 7% dei democratici e di coloro che li appoggiano credeva questo.
Un sondaggio Yahoo – YouGov dell'ottobre 2020 ha rilevato che, nonostante non avessero sentito parlare di QAnon, la maggioranza dei repubblicani e dei sostenitori di Trump credeva che i democratici di rilievo fossero coinvolti in organizzazioni di traffico sessuale e che più della metà dei sostenitori di Trump lavorasse per smantellare queste organizzazioni.

## Coinvolgimento nei casi di cronaca

### L'incidente alla cementeria di Tucson
Nel maggio 2018 un sostenitore americano di QAnon, Michael Meyer, trasmise in streaming su Facebook un video da un cementificio di Tucson, affermando che si trattasse di un campo di detenzione di minori "di cui nessuno vuole parlare, e per cui nessuno vuole fare nulla". Il video ottenne oltre 650.000 visualizzazioni durante la settimana successiva. La polizia di Tucson ispezionò l'impianto senza trovare prove di attività criminale. Meyer occupò quindi una torre all'interno dell'impianto per nove giorni, raggiungendo infine un accordo con la polizia per andarsene. In seguito tornò sulla torre a luglio, dopo di che fu arrestato per aver violato la proprietà. Meyer ha fatto riferimento a QAnon e all'hashtag #WWG1WGA sulla sua pagina Facebook.

### L'incidente alla diga di Hoover

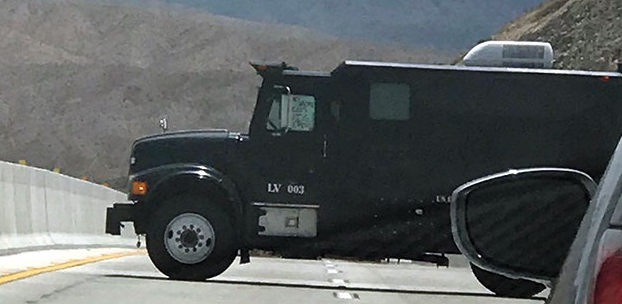
Il veicolo blindato di Matthew Wright è stato utilizzato per bloccare un ponte sulla diga di Hoover in Nevada.

Il 15 giugno 2018 Matthew Phillip Wright di Henderson, Nevada, fu arrestato per terrorismo e altre accuse per aver condotto un furgone blindato, contenente un fucile AR-15 e una pistola, sulla diga di Hoover, bloccando il traffico per un'ora e mezza. Wright affermava di essere in missione per QAnon, con lo scopo di costringere il Dipartimento di Giustizia a rilasciare il rapporto completo sulle indagini dell'FBI relative allo scandalo delle e-mail di Hillary Clinton durante il suo mandato come Segretario di Stato. Dal giorno prima in cui fu rilasciata una copia del rapporto dell'ufficio dell'ispettore generale, l'uomo era stato motivato da un "drop" di Q in cui si affermava che la versione rilasciata fosse stata pesantemente modificata e che Trump possedesse una versione più incriminante ma si fosse rifiutato di pubblicarla. Nel video registrato all'interno del suo camion blindato, Wright esprimeva delusione per il fatto che Trump non avesse onorato il suo "dovere" di "rinchiudere alcune persone", chiedendogli di "mantenere il suo giuramento".

### Gli attacchi contro Michael Avenatti
Il 29 luglio 2018 Q pubblicò un link al sito web dell'avvocato Michael Avenatti, legale dell'attrice Stormy Daniels, implicata in una causa giudiziaria contro Donald Trump, insieme a foto dell'edificio dove si trovano i suoi uffici a Newport Beach e al messaggio "Allacciate le cinture!". L'utente anonimo condivise anche l'immagine di un uomo non ancora identificato, che sembrava tenere un cellulare in una mano e un oggetto lungo e sottile nell'altra, mentre era in piedi sulla strada prospiciente l'ufficio di Avenatti, aggiungendo che "era stato inviato" un messaggio. Ciò fece scaturire un'inchiesta da parte del dipartimento di polizia di Newport Beach. Il 30 luglio, Avenatti chiese ai suoi follower su Twitter di contattare il dipartimento di polizia di Newport Beach per chiedere se "avessero qualche dettaglio o tenessero in osservazione" l'uomo nella foto.

### Le molestie di Jim Acosta
In una manifestazione a favore di Trump a Tampa, il 31 luglio 2018, i sostenitori di Trump mostrarono un comportamento ostile nei confronti del corrispondente per la Casa Bianca della CNN, Jim Acosta. Esponenti delle teorie legate a QAnon erano alla manifestazione.
Il giorno successivo David Martosko del Daily Mail chiese al portavoce della Casa Bianca Sarah Huckabee Sanders, se la Casa Bianca avesse incoraggiato il sostegno di "frange di QAnon". Sanders replicò che avrebbe denunciato "qualsiasi gruppo che incitasse alla violenza verso un'altra persona", senza fare nessun riferimento a specifico a QAnon. Sanders aggiunse che il presidente Trump "certamente non supporta gruppi che sostengono quel tipo di comportamento".

### La raccolta fondi della Grass Valley Charter School
Un evento di raccolta fondi, il Blue Marble Jubilee, organizzato annualmente dalla Grass Valley Charter School di Grass Valley, in programma l'11 maggio 2019, fu annullato alcuni giorni prima per precauzione dopo un tweet dell'ex capo dell'FBI James Comey. Il 27 aprile, in risposta a un gioco social che girava in quei giorni, in cui si chiedeva, usando l'hashtag #FiveJobsIveHad, di elencare cinque tipi di lavori svolti in passato dagli utenti, Comey elencò i suoi; ma i sostenitori di QAnon interpretarono le prime lettere di ogni riga (GVCSF) della sua risposta come un riferimento alla Fondazione Grass Valley Charter School, suggerendo che Comey avesse in programma di organizzare un attacco terroristico "false flag" durante l'evento; l'hashtag fu anche interpretato dai sostenitori di QAnon come un anagramma di "five jihad" (cinque jihad) e il timestamp del post fu considerato un riferimento agli attacchi dell'11 settembre. La polizia e l'FBI furono informati di questa teoria, decidendo di non correre il rischio che l'evento diventasse un ritrovo di Anons costringendo a un intervento delle forze dell'ordine.

### L'omicidio di Frank Cali
Anthony Comello di Staten Island fu accusato nel marzo 2019 dell'omicidio dell'esponente della famiglia criminale Gambino, Frank Cali. Secondo il suo avvocato difensore, Comello era diventato ossessionato dalle teorie di QAnon, credendo che Cali fosse un membro del Deep State, ed era convinto che "stesse godendo della protezione dello stesso presidente Trump" dall'arresto in flagranza di reato. Confrontandosi con Cali fuori dalla sua casa di Staten Island, Comello gli avrebbe sparato dieci volte. Alla sua prima apparizione in tribunale, Comello mostrò simboli e frasi QAnon e lo slogan "MAGA forever" scarabocchiata sulla sua mano a penna. Comello aveva anche pubblicato materiale su Instagram elogiando personalità della Fox News note per le loro posizioni alt-right come Sean Hannity, Tucker Carlson e Jeanine Pirro.

### La bandiera di Tintagel

La bandiera QAnon che sventolava presso il castello di Tintagel

Nel gennaio 2020 John Mappin (affiliato all'associazione conservatrice filo-trumpiana Turning Point), issò una bandiera con il simbolo di Q fuori dall'hotel Camelot Castle nei pressi del castello di Tintagel in Inghilterra. Il gruppo di supporto Hope not Hate ha dichiarato: "Mappin è una figura eccentrica, considerata stravagante anche dai suoi coetanei della frangia di destra. Questo stratagemma infantile è un debole tentativo di attirare l'attenzione su se stesso e sulla sua organizzazione marginale di Turning Point UK, ed è meglio che venga ignorato".

### L'arresto di Jessica Prim
Nell'aprile 2020 la cittadina americana Jessica Prim è stata arrestata per detenzione non autorizzata di armi in seguito a un suo video trasmesso in streaming in cui dichiarava di voler "eliminare" il candidato alla presidenza degli Stati Uniti Joe Biden. Prim, in possesso di diversi coltelli, è stata arrestata a New York su un molo da cui sembrava aver cercato di raggiungere la nave ospedale della Marina degli Stati Uniti Comfort. QAnon ha affermato che la nave è stata utilizzata da una cabala di pedofili. Durante il suo arresto, è stato riportato che Prim si sia messa a piangere e abbia chiesto alla polizia: "Ragazzi, avete sentito parlare dei bambini?". Prima del suo arresto, Prim aveva pubblicato su Facebook che Hillary Clinton e Biden "devono essere eliminati", scrivendo inoltre che "Hillary Clinton e il suo assistente, Joe Biden e Tony Podesta devono essere fatti fuori in nome di Babilonia!". "Non sono tranquilla se loro sono ancora vivi. Svegliatevi!!!!!". La pagina Facebook di Prim era piena di riferimenti a QAnon. In un video pubblicato poche ore prima del suo arresto, Prim aveva fatto riferimento un presunto video di Hillary Clinton e un suo assistente impegnati nel massacro di un bambino.

### Le aggressioni in Texas
Il 12 agosto 2020, Cecelia Celeste Fulbright è stata arrestata e accusata di guida in stato di ebbrezza e assalto aggravato con arma mortale a Waco in Texas. Fulbright ha inseguito e speronato un'altra automobile il cui autista ha affermato "era un pedofilo e aveva rapito una ragazza per traffico di esseri umani". Aveva pubblicato molti post online rilevanti sulla teoria di QAnon e aveva inviato un messaggio di testo a un amico in cui affermava con convinzione che il presidente Trump stesse "letteralmente smantellando la cabala e l'organizzazione di pedofili".

### La disinformazione sugli incendi negli USA occidentali nel 2020
Poiché a settembre del 2020 si sono diffusi incendi in gran parte degli Stati Uniti occidentali, si sono diffuse false voci sui social media secondo cui gli attivisti antifa stessero deliberatamente appiccando incendi e si stessero preparando a saccheggiare le proprietà che erano state evacuate. Alcuni residenti si sono rifiutati di evacuare in seguito alle voci, scegliendo di difendere le loro case dalla presunta invasione. Le autorità hanno implorato i residenti di ignorarle. Un sindacato dei vigili del fuoco nello stato di Washington ha descritto Facebook come "una fogna assoluta di disinformazione" sull'argomento. I sostenitori di QAnon hanno partecipato alla disinformazione, con una falsa affermazione, amplificata in particolar modo da Q, in base alla quale sei attivisti antifa erano stati arrestati per aver appiccato il fuoco. Qualche giorno prima, il presidente Trump e il procuratore generale Bill Barr avevano amplificato le false voci dei mesi precedenti sui social media secondo cui aerei e autobus pieni di attivisti antifa si stavano preparando per invadere le comunità, presumibilmente finanziate da George Soros.

### Elezioni presidenziali 2020

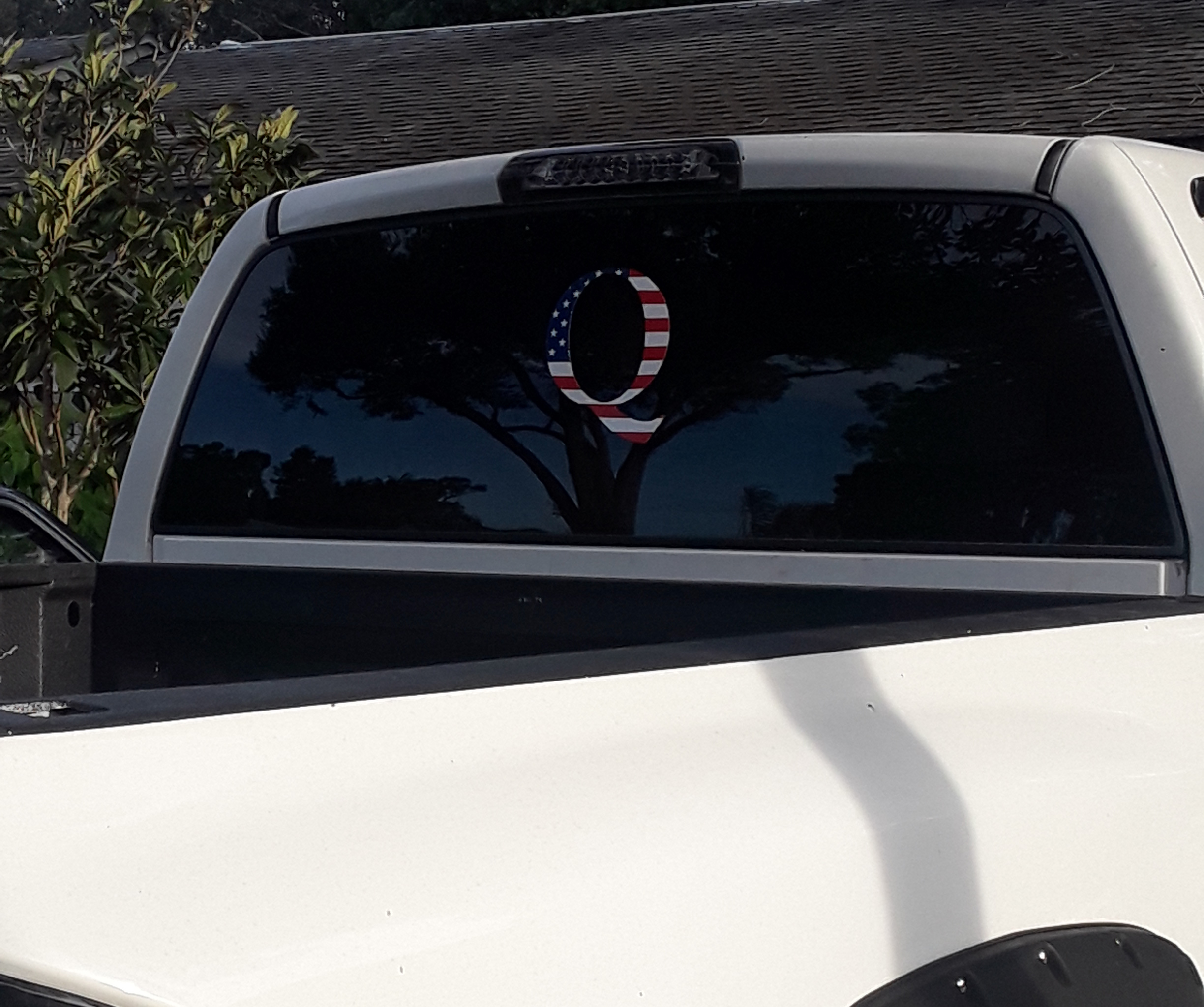
Adesivo per auto "Q" raffigurante la bandiera degli Stati Uniti, che rappresenta QAnon.

Vicino al Philadelphia's Convention Center, dove si contano le schede elettorali per corrispondenza, due uomini della Virginia sono stati arrestati sulla base di una minaccia di attacco con AR-15. L'adesivo sul loro furgone faceva riferimento a QAnon.
In seguito alle accuse infondate di frode elettorale che si sono diffuse all'indomani della sconfitta di Trump alle elezioni, i seguaci di QAnon hanno avanzato una bufala secondo cui le macchine per il voto prodotte da Dominion Voting Systems avessero cancellato milioni di voti di Trump. La bufala è stata riportata anche sul canale di notizie via cavo di estrema destra One America News Network, e Trump ne ha twittato. La Cybersecurity and Infrastructure Security Agency ha annunciato che le elezioni sono state le più sicure in tutta la storia americana, "non si evidenziano prove che i sistemi di voto abbiano cancellato, perso, cambiato voti o che siano stati in qualche modo compromessi".

### Assalto al Campidoglio degli Stati Uniti
Ashli Babbitt, morta durante le proteste presso il Campidoglio degli Stati Uniti, aveva ritwittato un post di L. Lin Wood il giorno della sua morte, è stata descritta come una seguace di QAnon.

## Gli articoli suimass media
I primi riferimenti nei media risalgono a pochi mesi dopo il primo drop di Q. Il 26 novembre 2017 il presidente Donald Trump ha ritwittato dall'account Twitter @MAGAPILL, una sedicente "lista dei risultati ufficiali del presidente Donald Trump" e uno dei principali della teoria del complotto, più di un mese dopo che QAnon ha iniziato a pubblicare post. Il 28 dicembre 2017, la rete televisiva RT, finanziata dal governo russo, trasmise un servizio che parlava di "rivelazioni di QAnon", sostenendo che l'utente anonimo fosse "un agente dell'intelligence segreta all'interno dell'amministrazione Trump". Sebbene la Russia non fosse coinvolta nelle origini di QAnon, gli account sui social media sostenuti dalla Russia hanno propagato le prime affermazioni di QAnon già a novembre o dicembre 2017. I media statali russi come RT e Sputnik hanno amplificato le teorie di QAnon dal 2019, citandole come prova che gli Stati Uniti fossero lacerati da conflitti e divisioni interne.
Il 13 marzo 2018, Cheryl Sullenger, il vice presidente del gruppo anti-aborto Operation Rescue, ha definito QAnon un "piccolo gruppo di addetti ai lavori vicino al presidente Donald J. Trump" e ha definito i suoi post su Internet "il più alto livello di intelligence conosciuto che sia mai stato fornito pubblicamente nella nostra storia". Il 15 marzo 2018, il Rabochaya Gazeta con sede a Kiev, giornale ufficiale del partito comunista ucraino, ha pubblicato un articolo che definisce QAnon un "gruppo di intelligence militare". Il 31 marzo 2018, l'attrice statunitense Roseanne Barr ha promosso QAnon, successivamente trattata dalla CNN, dal Washington Post e dal New York Times.
Anche se inizialmente gli esponenti alt-right Alex Jones e Jerome Corsi avevano promosso QAnon, nel maggio 2018 il sito Right Wing Watch ha reso noto che ne avrebbero preso le distanze, dichiarando che la fonte in quel momento era stata "completamente compromessa". Ma nell'agosto 2018, Corsi ha cambiato idea e ha dichiarato che avrebbe commentato e seguito QAnon quando Q avrebbe fornito notizie, aggiungendo che finora Q stesse svolgendo un ottimo servizio.
Il 28 giugno 2018, un articolo della rivista Time ha inserito Q nella lista delle 25 persone più influenti su Internet del 2018. Time ha citato l'ampia portata della teoria del complotto e dei suoi follower più importanti, gli oltre 130 000 video di discussione su YouTube e la copertura delle notizie.
Il 1º agosto 2018, in seguito alla grande presenza dei QAnon al raduno di Trump del 31 luglio a Tampa, MSNBC news ha dedicato una parte delle trasmissioni televisive alla teoria del complotto. Il giorno seguente PBS NewsHour mandava in onda un servizio dedicato alla teoria.
Il 2 agosto 2018, l'editorialista del Washington Post Molly Roberts ha dichiarato: "La tempesta che i complottisti di QAnon predicono non accadrà mai perché la teoria che li ossessiona non esiste. Ma nell'attesa, cercheranno di sollevare polveroni e noi lotteremo per trovare riparo".
Il 4 agosto 2018, l'ex portavoce della Casa Bianca Sean Spicer è stato invitato a commentare la teoria di QAnon durante una sessione ask me anything su Reddit. In risposta alla domanda "Q esiste?", Spicer ha risposto "no".
La stampa italiana ha iniziato a interessarsi di QAnon nel corso del 2018. La rivista di approfondimento Sette del Corriere della Sera ha dedicato nell'agosto 2018 un servizio di Giuseppe Sarcina dal titolo Questi chi sono? ai di QAnon, definita "l’ultima novità nel sempre ricco assortimento americano di cospiratori, logge, camarille, conventicole, sette e società segrete", ma affermando che "in verità, finora c'è stato più rumore che pericolo". Nello stesso mese il quotidiano La Repubblica pubblicava sul suo inserto estivo "Fuoricampo", la traduzione di un articolo di Antonia Laborde di El País con il titolo Storia di QAnon, il complottismo più inquietante d'America. Anche Panorama ha dedicato nell'agosto 2018 un servizio dal titolo Che cos'è la teoria cospirazionista QAnon. Secondo Il manifesto, QAnon sarebbe il prodotto naturale del trumpismo, "fondato sulla falsità recidiva coltivata da un presidente che ha predicato la sua ascesa politica sulla calunnia del falso certificato di nascita di Obama – e che una volta in carica ha fatto della menzogna (twittata o affidata ai portavoce) il cardine della propria amministrazione".
Nell'ottobre 2018 Wu Ming 1 ha pubblicato un lungo approfondimento in due parti su QAnon e sulle teorie del complotto su Internazionale, suggerendo anche che Q possa essere un riferimento al romanzo di Luther Blissett Q (1999), quindi una sorta di gioco per depistare gli utenti e diffondere notizie false.

## Reazioni delle piattaforme online

### Etsy
Il 7 ottobre 2020 è stato annunciato che Etsy avrebbe rimosso tutti i prodotti correlati a QAnon dal proprio sito e-commerce.

### Facebook
Il 4 luglio 2018, il partito repubblicano della contea di Hillsborough ha condiviso sui suoi account ufficiali Facebook e Twitter un video di YouTube su QAnon, definendolo un "misterioso informatore anonimo delle mosse del Deep State e delle contromosse del presidente Trump". I post sono stati in seguito eliminati.
Il 5 maggio 2020, Facebook ha annunciato la rimozione di 5 pagine, 20 account e 6 gruppi collegati a "individui associati alla rete QAnon" secondo un'indagine su "comportamenti coordinati sospetti non corretti" in vista delle elezioni presidenziali di novembre.
Il 19 agosto, Facebook ha ampliato la sua politica sugli individui e le organizzazioni pericolose per affrontare "i movimenti in crescita che, pur non organizzando direttamente la violenza, hanno celebrato atti violenti, hanno dimostrato di avere armi e suggerire che le useranno o hanno singoli seguaci con schemi comportamentali di violenza." Come risultato di questa maggiore vigilanza, Facebook ha riferito di aver già rimosso da Facebook oltre 790 gruppi, 100 pagine e 1 500 annunci legati a QAnon, bloccato oltre 300 hashtag su Facebook e Instagram, e inoltre imposto restrizioni su oltre 1 950 gruppi e 440 pagine su Facebook e oltre 10 000 account su Instagram.
Il 6 ottobre Facebook ha vietato tutti i gruppi e le pagine di QAnon. Quel giorno, i seguaci di QAnon hanno ipotizzato che l'azione facesse parte di una complessa strategia dell'amministrazione Trump per iniziare ad arrestare i suoi nemici, o che Facebook stesse tentando di mettere a tacere le notizie di questo evento – nessuna delle due teorie era vera. Alcuni seguaci hanno ipotizzato che l'annuncio del dipartimento di giustizia di una conferenza stampa sulla "sicurezza nazionale" prevista per il giorno successivo si riferisse alle accuse contro i democratici, inclusa Hillary Clinton. Il Dipartimento di Giustizia ha infatti annunciato le indagini e l'arresto di membri dello Stato Islamico.

### QDrops
Un'app chiamata "QDrops" che promuoveva la teoria del complotto è stata pubblicata su App Store di Apple e Google Play. È diventata l'app a pagamento più popolare nella sezione "intrattenimento" del negozio online di Apple ad aprile 2018 e la decima app a pagamento più popolare in assoluto. Il 15 luglio 2018, Apple ha ritirato l'app dopo un'inchiesta da parte di NBC News.

### Reddit
Il 14 marzo 2018, Reddit ha vietato a una delle sue comunità, /r/CBTS_Stream, di discutere di QAnon, perché avrebbe violato il divieto di "incoraggiamento o incitamento alla violenza e pubblicazione di informazioni personali e riservate" previsto dalla piattaforma. Successivamente, alcuni follower di Reddit si sono trasferiti su Discord. Su Reddit si sono formate diverse altre comunità per discutere di QAnon, portando a ulteriori divieti il 12 settembre 2018 per "incitamento alla violenza, alle molestie e alla diffusione di informazioni personali", cosa che ha spinto migliaia di aderenti a raggrupparsi su Voat, un clone di Reddit con sede in Svizzera descritto come un hub per l'alt-right.

### Twitter
All'inizio del 2019, Twitter ha rimosso gli account sospettati di essere collegati all'Internet Research Agency russa che aveva diffuso un alto volume di tweet associati a #QAnon e che utilizzavano anche lo slogan #WWG1WGA..
Il 9 settembre 2019, Trump ha ritwittato un video dall'account di promozione di QAnon, "The Dirty Truth". Il video mostrava il futuro direttore dell'Intelligence Nazionale John Ratcliffe mentre criticava l'ex direttore dell'FBI James Comey. Nel dicembre 2019, Trump ha ritwittato i post di oltre una dozzina di sostenitori di QAnon.
Nel corso della campagna per le elezioni 2020, Trump avrebbe ritwittato o menzionato su Twitter 152 account legati a QAnon per un totale di 265 tweet, dati aggiornati al 18 ottobre 2020.
Il 21 luglio 2020, Twitter ha annunciato la decisione di cancellare oltre 7000 account correlati a QAnon a causa dell'intensificazione coordinata di fake news e teorie del complotto. In un comunicato stampa, Twitter ha dichiarato: "Siamo stati chiari sul fatto che adotteremo forti misure nei confronti di comportamenti che possono potenzialmente causare danni offline. In linea con questo approccio, questa settimana stiamo intraprendendo ulteriori azioni sulla cosiddetta attività di "QAnon" all'interno del servizio". Twitter ha anche dichiarato che analoghe azioni potrebbero applicarsi a oltre 15.000 profili.

### YouTube
In un'intervista del 12 ottobre 2020 alla CNN, il CEO di YouTube Susan Wojcicki ha affermato che gran parte del materiale di QAnon era un "contenuto limite" che non infrangeva esplicitamente le regole esistenti, ma ha dichiarato espressamente che i cambiamenti nella metodologia del sito per i consigli avrebbero ridotto la visibilità dei contenuti correlati a QAnon dell'80 percento. Tre giorni dopo, la società ha annunciato in un post sul blog di aver modificato le sue politiche di odio e molestie per bloccare "i contenuti che prendono di mira un individuo o un gruppo con teorie del complotto utilizzate per giustificare la violenza nel mondo reale" come QAnon o Pizzagate. L'azienda specifica che consentirebbe comunque il contenuto che discute di QAnon se non si rivolge a individui.